# 6e régiment d’infanterie
Das 6e régiment d’infanterie-6e RI war ein Verband der französischen Infanterie. Das Regiment zeichnete sich in den Revolutionskriegen, in den Kämpfen des ersten Kaiserreichs und im Ersten Weltkrieg aus. Es existiert heute nicht mehr.
Vor der Einführung der Nummerierung der Regimenter am 1. Januar 1791 führte es in der königlich französischen Armee zuletzt den Namen Régiment d’Armagnac.

## Aufstellung und signifikante Änderungen
- 1776: Aufstellung aus zwei Bataillonen des Régiment de Navarre mit dem Namen Régiment d'Armagnac.
- 1791: Umbenennung in: 6e régiment d’infanterie.

- 1793: Erste Heeresreform Das Regiment wurde als 1er bataillon (ci-devant  Armagnac) zur 11e demi-brigade de bataille und als 2e bataillon (ci-devant  Armagnac) zur 12e demi-brigade de bataille abgestellt. Damit endet der zunächst der Regimentsverband und auch die Traditionslinie

- 1803: Umbenennung der „6e demi-brigade d’infanterie de ligne“[2] in 6e régiment d'infanterie de ligne (de facto Weiterführung der Regimentstradition)

- 1814: Während der Restauration wurde es in Régiment de Berri umbenannt
- 1815: Während der Herrschaft der Hundert Tage erhielt es den Namen 6e régiment d'infanterie de ligne.
- 16. Juli 1815: Wie die gesamte Napoleonische Armee wurde es im Rahmen der Zweiten Restauration aufgelöst
- 11. August 1815: Wiederaufstellung als 12e légion des Bouches-du-Rhône.
- 23. Oktober 1820: Umbenennung in: 4e légion des Bouches-du-Rhône anschließend in Schlestadt umbenannt in 6e régiment d’infanterie de ligne.
- 1830: Mit Befehl vom 18. September wurde ein viertes Bataillon aufgestellt. Das Regiment war nun 3000 Mann stark[3].
- 1854: Umbenennung in: 6e régiment d’infanterie.
- 1914: bei der Mobilisation stellte es sein Reserveregiment, das 206e régiment d’infanterie auf.[4]
- Zu einem unbekannten Zeitpunkt nach Ende des Ersten Weltkrieges aufgelöst
- Oktober 1939: Wiederaufstellung
- Juni 1940: Aufgelöst
- Frühjahr 1945: Neu aufgestellt und nach Kriegsende wieder aufgelöst
- Zu Beginn des Algerienkonflikts wieder aufgestellt wurde es nach dem Ende des Krieges 1962 endgültig aufgelöst.

### Uniformierung bis 1795

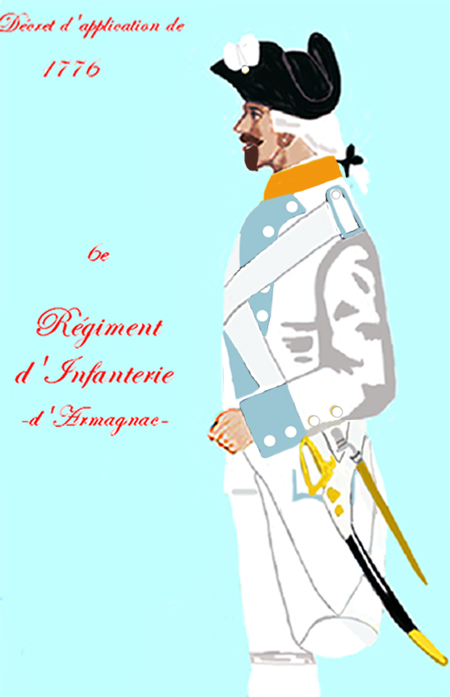
Füsilier 1776 bis 1779
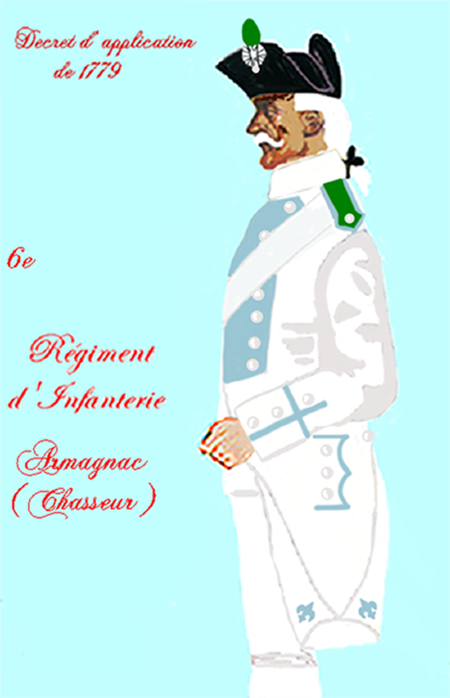
Füsilier 1779 bis 1791
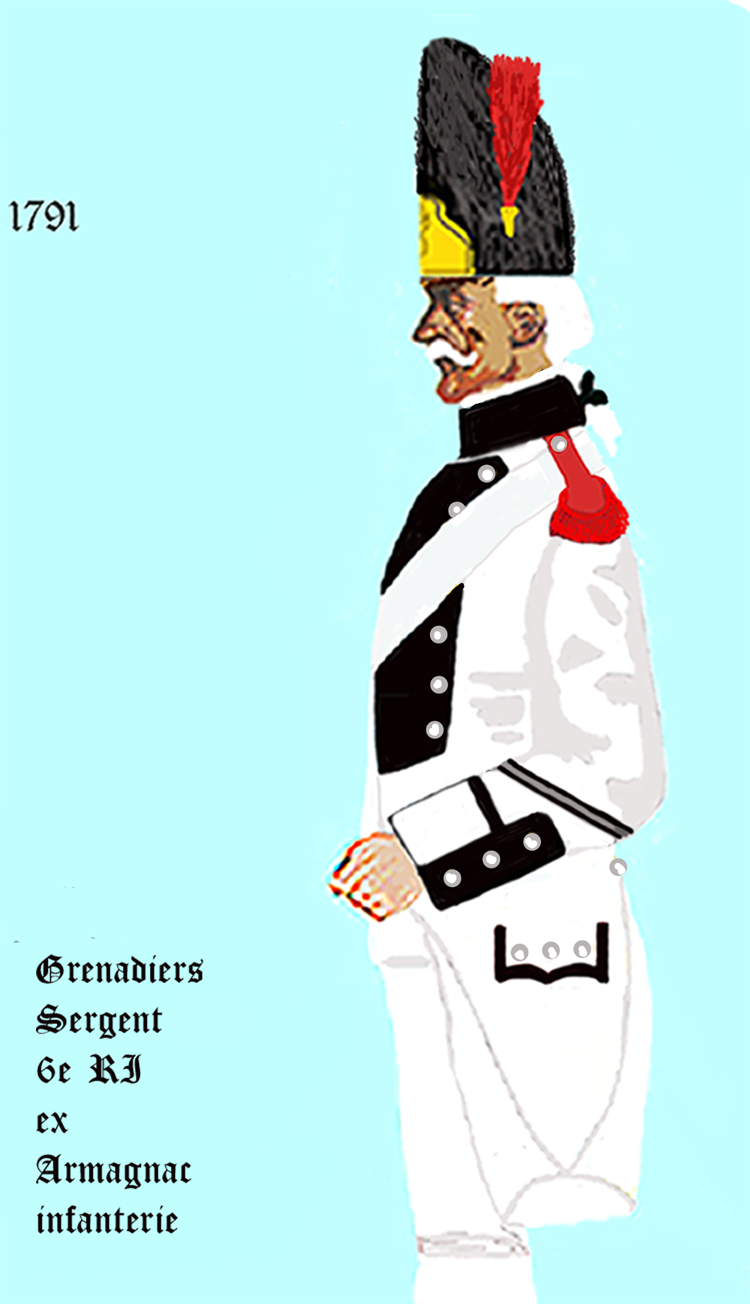
Sergent der Grenadiere 1791 bis 1795

### Mestres de camp und Colonels
Mestre de camp war von 1569 bis 1661 und von 1730 bis 1780 die Rangbezeichnung für den Regimentsinhaber und/oder den tatsächlichen Kommandeur eines Infanterieregiments. Die Bezeichnung Colonel wurde von 1721 bis 1730, von 1791 bis 1793 und ab 1803 geführt. Sollte es sich bei dem Mestre de camp/Colonel um eine Person des Hochadels handeln, die an der Führung des Regiments kein Interesse hatte (wie z. B. der König oder die Königin) so wurde das Kommando dem „Mestre de camp lieutenant“ (oder „Mestre de camp en second“) respektive dem Colonel-lieutenant oder Colonel en second überlassen. Von 1793 bis 1803 verwendete man in der französischen Armee die Bezeichnung Chef de brigade. Ab 1791 gab es keine Regimentsinhaber mehr.
- 1791: Colonel Jean-Baptiste Marie Joseph Florimond de Cappy
- 1791: Colonel Jacques Thomas L'Huillier de Rouvenac
- 1792: Colonel Pierre Cleday

- 1803: Colonel François Marie Dufour
- 1807: Colonel Claude Germain Louis Devilliers
- 1811: Colonel Jean Étienne Barre
- 1813: Colonel François Louis Julien Buchet
- 1815: Colonel Jean Étienne Barre
- 1822: Colonel Emmanuel Colomb d'Arcine
- 1830: Colonel Jean Marie Nouail de la Villegille
- 1854: Edmond Jean Filhol de Camas
- 1870: Colonel Labarthe
- 1897: Colonel Louis Pierre Marie Mercier
- 1914: Colonel[5] Doé de Maindreville.

## Einsatzgeschichte

### Kriege der Revolution und des ersten Kaiserreichs
- 1792: in Mairieux,

20. September: Kanonade bei Valmy
in Clermont, Namur, Hamptinnes und Trier
- 1793: in Tiriemont, Schlacht bei Neerwinden

Aufstand der Vendée
in der Condé, Doué,
Schlacht bei Chantonnay
Schlacht bei Nantes
Gefecht bei Mons
Schlacht bei Savenay
- 1801: Belagerung von Malta
- 1807: in Korfu unter dem Kommando von Général César Berthier

### Spanischer Unabhängigkeitskrieg
27. August 1811: In einem Rückzugsgefecht im Königreich Leon verlor das Regiment seinen Adler
- 1813: Feldzug in Deutschland

Gefecht bei Mockern,
Gefecht bei Merseburg,
Gefecht bei Wurschen,
Schlacht bei Bautzen,
Völkerschlacht bei Leipzig
Schlacht bei Hanau
- 1814: Schlacht bei Mincio
- 1815: in Belfort

23 Offiziere sind in den Kriegen des Ersten Kaiserreichs gefallen oder an ihren Verwundungen verstorben.
96 Offiziere wurden verwundet.

### 1815 bis 1851
- 1830: Eroberung von Algerien

14. Juni: Ausschiffung in Sidi Ferruch.
19. Juni: Schlacht bei Staoueli.
24. bis 29. Juni: Gefechte am Feldlager Dely Ibrahim und bei Sidi Kalef.
30. Juni bis 5. Juli: Belagerung und Einnahme von Algier.
25. Juli 1830: Transport nach Bône
2. August: Ankunft vor Bône und Einnahme der Stadt
20. August: Rücktransport nach Algier.
17. bis 29. November: Unterstützung bei der Einnahme von Blida und Medeha.
Ende Dezember 1830: Rückkehr nach Frankreich
5. bis 6. Juni 1832: Niederschlagung des Juniaufstandes in Paris
2. Dezember 1851: Niederschlagung des republikanischen Aufstandes im Département Var gegen den Staatsstreich von Präsident Louis Napoleon.

### Krimkrieg
Im Juni 1854 traf das Regiment auf der Krim ein. Es kämpfte in der Schlacht an der Alma und in der Schlacht bei Inkerman. Bei der Rettung der Fahne wurde der Kommandant des Regiments, der Baron Edmond Jean Filhol de Camas in den Reihen der Feinde getötet. In seiner Meldung bescheinigte der Général Bosquet dem Regiment einen vorzüglich geführten Angriff und dass es den Tod seines Colonels gerächt habe.

### Deutsch-Französischer Krieg
Am 1. August 1870 gehörte das „6e régiment d'infanterie de ligne“ zur Armée du Rhin.
Zusammen mit dem 20e bataillon de chasseurs und dem 1er régiment d’infanterie formierte das 6. Regiment die „1er  brigade“ von Général Comte Brayer.
Diese 1. Brigade bildete zusammen mit der 2. Brigade, zwei Feldgeschützbatterien zu je vier Geschütze Canon de 4 modèle 1858, einer Batterie Mitrailleuses und einer Pionierkompanie die „1er division d’infanterie“ kommandiert von Général de division Courtot de Cissey.
Die 1. Infanteriedivision gehörte zum IV. Corps von Général de division Paul de Ladmirault
Das „4e corps d'armée“  war wie folgt engagiert:
Schlacht bei Colombey
Schlacht bei Vionville
Schlacht bei Gravelotte
Am 3. August stand das Regiment bei Longeville und Plappeville.
Schlacht bei Noisseville – Eroberung von Servigny

#### Kapitulation
- Samstag, der 29. Oktober: Das IV. Corps stand zwischen den Forts Saint-Quentin und Plappeville an der Straße nach Amanvillers.
- November 1870: Das 2. Bataillon war in Mézières (Ardennen) stationiert.

### Erster Weltkrieg
Bei Ausbruch des Ersten Weltkrieges war das Regiment in Saintes stationiert. Es gehörte zur 69. Infanteriebrigade der 35. Infanteriedivision.
- 1914:

21. bis 23. August: Schlacht bei Charleroi, Gefechte bei Somzée (23. August) und bei Walcourt (24. August).
- 28. und 29. August: Schlacht bei Guise
- 5. bis 13. September: Erste Schlacht an der Marne
- Oktober: Wettlauf zum Meer: in Corbeny, Craonne und auf dem Plateau de Vauclerc.

- 1915:
- 5. bis 6. Juni: Kämpfe im Département Oise: bei Moulin Sous Touvent und der Ferme d'Escafaut.
- September/Oktober: Kämpfe im Département Aisne: bei Meurival, Bois des Buttes.

- 1916:

Schlacht um Verdun: Stellungskämpfe auf der Höhe 304.
- 1917:

Angriffskämpfe im Abschnitt Verdun: Höhe 326, Höhe 344, nordöstlich Beaumont-en-Verdunois.
- 1918:

Ab Anfang August Verfolgungskämpfe in der Picardie
Verfolgungskämpfe von Essigny-le-Petit nach dem Canal de la Sambre à l’Oise

### Zweiter Weltkrieg
Am 16. Oktober 1939 aus dem jeweils 2. Bataillon des 151., 94., 26. und 170. Infanterieregiments wieder aufgestellt, wurde es der 44. Infanteriedivision zugeteilt. Verantwortlich für die Aufstellung war die „Région militaire, Centre mobilisateur d'infanterie 211 ; réserve A type NE“ in Sissonne. Es wurde zunächst von Colonel Tassin kommandiert, dann ab 13. Mai 1940 von Colonel Loup und ab 5. Juni 1940 von Chef de bataillon Cuny.
Das Regiment kämpfte im Rahmen seiner Möglichkeiten und wurde nach dem Waffenstillstand von Compiègne (1940) aufgelöst.
Im Frühjahr 1945 wieder aufgestellt, wurde es unter dem Kommando von Général Larminat bei der Bekämpfung der deutschen Widerstandsnester an der Atlantikküste eingesetzt.

### Nachkriegszeit
- Ifni-Krieg

Einsatz in der West-Sahara
- Algerienkrieg

Im Algerienkrieg bildete das 6e régiment d’infanterie von 1959 bis 1962 sogenannte Jagdkommandos.
Nach der Feuereinstellung am 19. März 1962 begann das „6e RI“ so wie die anderen 91 Regimenter insgesamt 114 Einheiten der neuen algerischen Streitkräfte aufzustellen. Das „6e RI“ errichtete drei Einheiten: das 468°UFL-UFO, das 469°UFO und das 470°UFO, bestehend aus 10 % Stadt- und 90 % Landbevölkerung (genannt „Militaires Musulmans“).

### Regimentsfahnen des 6eRI
- Fahnen des Régiment d'Armagnac

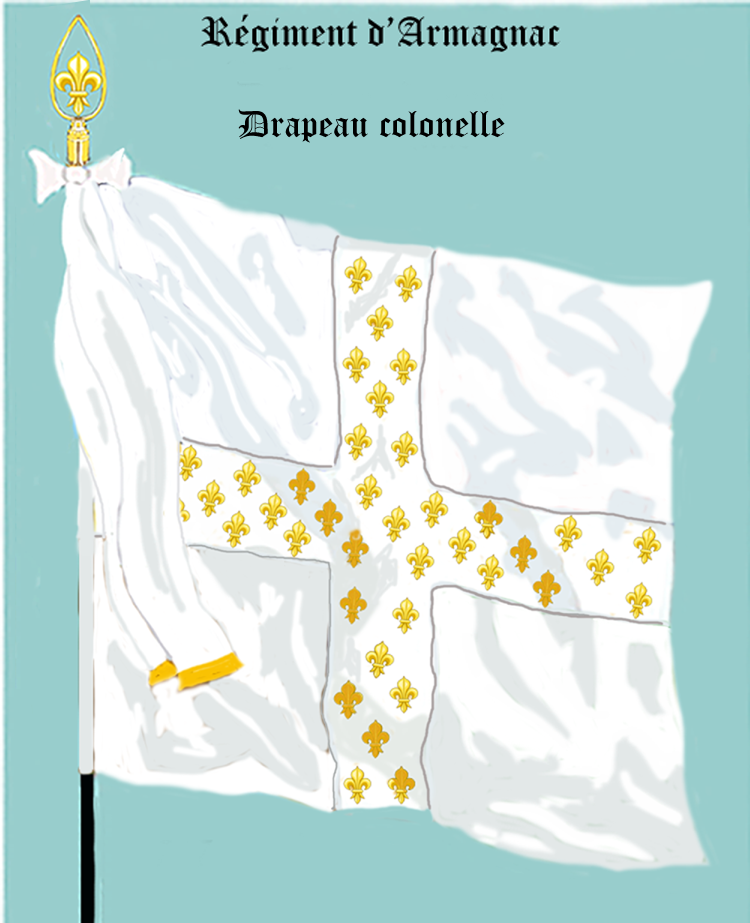
Leibfahne
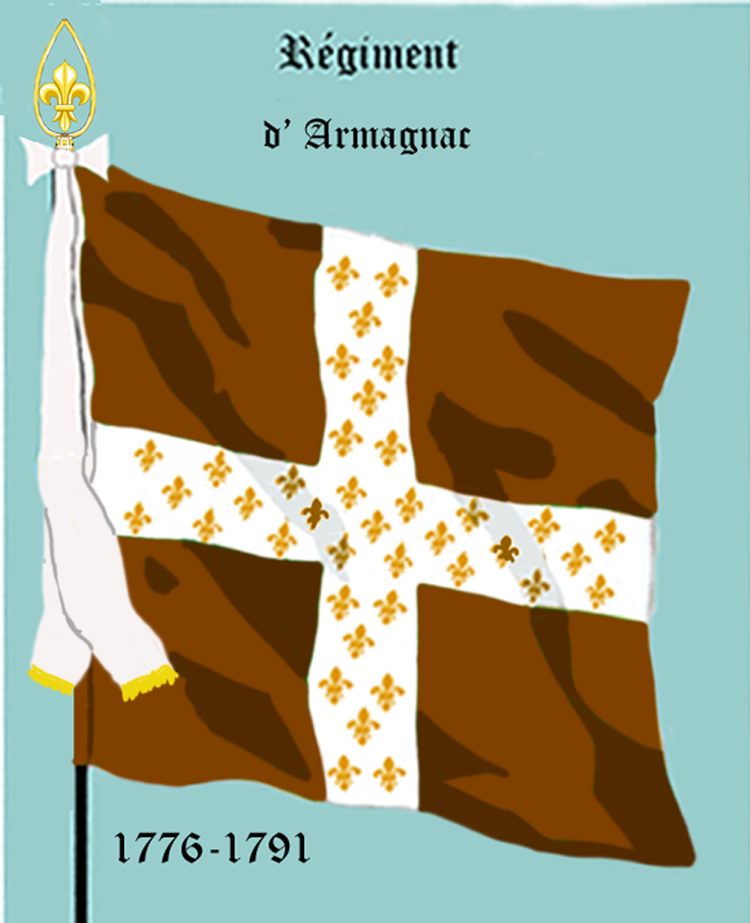
Ordonnanzfahne 1776 bis 1791

Auf der Rückseite der Regimentsfahne sind (seit Napoleonischer Zeit) in goldenen Lettern die Feldzüge und Schlachten aufgeführt, an denen das Regiment ruhmvoll teilgenommen hat.

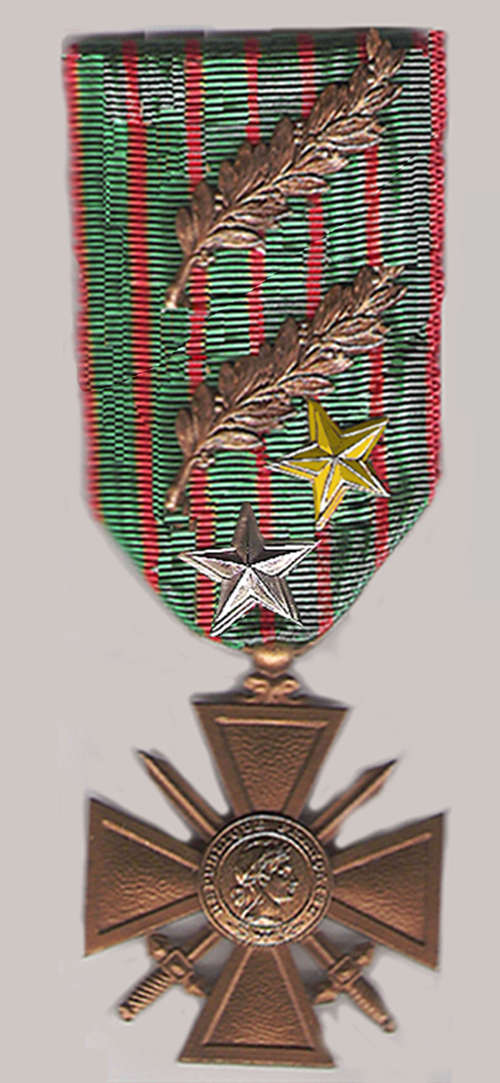
Croix de guerre 1914-1918 mit zwei Palmenzweigen, einem vergoldeten und einem silbernen Stern

## Auszeichnungen
- Das Fahnenband ist mit dem Croix de guerre 1914-1918 mit vier Auszeichnungen dekoriert:

Zwei Palmenzweige für zwei lobende Erwähnungen im Armeebefehl
ein vergoldeter Stern für eine lobenden Erwähnung im Armeecorpsbefehl
ein silberner Stern für eine lobenden Erwähnung im Divisionsbefehl
- Bei einer eventuellen Wiederaufstellung haben die Angehörigen des Regiments das Recht die Fourragère in den Farben des Croix de guerre 1914-1918 zu tragen.